# Élan (Lied)
Élan ist ein Lied der finnischen Symphonic-Metal-Band Nightwish. Es ist die erste Singleauskopplung aus ihrem achten Studioalbum Endless Forms Most Beautiful.

## Entstehung und Inhalt
Das Lied wurde von Tuomas Holopainen geschrieben und produziert. Inspiriert wurde Holopainen durch ein Zitat des von ihm verehrten US-amerikanischen Dichters Walt Whitman. In dem Lied geht es um die Bedeutung des Lebens, die für jeden Menschen verschieden sein kann. Laut dem Bassisten Marco Hietala wurde Élan als erste Single ausgekoppelt, weil es das radiofreundlichste Lied des gesamten Albums sei. Für das Lied wurde ein Musikvideo gedreht, in dem laut Tuomas Holopainen einige namhafte finnische Schauspieler zu sehen sind.
Dass das Lied vor der offiziellen Veröffentlichung bereits auf der Internet-Plattform YouTube auftauchte, sorgte bei der Band für Verärgerung.

„Die Musik eines anderen zu stehlen und sie zu veröffentlichen bevor wir das können, ist extrem verletzend. […] Es ist das Erste, was die Leute von unserem Album zu hören bekommen, und dann auf diese Weise. Natürlich tut das weh und wir werden das nicht unbemerkt so stehen lassen, wir haben die dafür verantwortliche Person bereits gefunden und wir haben öffentlich angekündigt, wer es war und dass das eindeutig der falsche Weg ist.“

Die Single enthält das Lied Élan in der Albumversion, der Radioversion sowie einer von Petri Alanko erstellten Alternativversion sowie das Lied Sagan, das nicht auf dem Album Endless Forms Most Beautiful vertreten ist.

## Rezeption
Gunnar Sauermann vom deutschen Magazin Metal Hammer beschrieb Élan als „poppigen Rocker, der kurz vor bösen Kitschklippe elegant die Hitkurve nimmt“. Wer von diesem Lied allerdings Rückschlüsse auf das Album schließt würde „Schiffbruch erleiden“. Für Jens Peters vom deutschen Magazin Rock Hard lässt die Folk-Instrumentierung des Liedes „ein verspielt-träumerisches Flair aufkommen, über dem Floor Jansens ausdrucksstarke Stimme thront“. Frank Wilkens vom Onlinemagazin Metalnews.de hingegen bezeichnete Élan als „Quoten-Hit, der zwar schön folkig daher kommt, aber nicht wirklich zu den großen Momenten der Band gehört“.
Élan stieg auf Platz drei der finnischen Singlecharts ein. In Deutschland und der Schweiz erreichte die Single jeweils Platz 33, während es in Österreich zu Platz 53 reichte.